# Ибальд, Руди
Ру́ди И́бальд (нем. Rudi Ibald) — немецкий кёрлингист.
В составе мужской сборной Германии участник чемпионата мира 1986 (заняли девятое место). В составе мужской сборной ветеранов Германии участник трёх ветеранских чемпионатов мира (лучший результат — четвёртое место в 2002 и 2003).
Играл в основном на позиции первого.

## Команды
| Сезон   | Четвёртый   | Третий              | Второй      | Первый           | Запасной                           | Турниры            |
| ------- | ----------- | ------------------- | ----------- | ---------------- | ---------------------------------- | ------------------ |
| 1985—86 | Роланд Йенч | Ули Сутор           | Чарли Капп  | Томас Фогельзанг | Руди Ибальд тренер: Отто Даниели   | ЧМ 1986 (9 место)  |
| 2001—02 | Чарли Капп  | Karl-Dieter Schäfer | Anton Grief | Руди Ибальд      | Klaus Unterstab                    | ЧМВ 2002 (4 место) |
| 2002—03 | Чарли Капп  | Karl-Dieter Schäfer | Anton Grief | Руди Ибальд      | Klaus Unterstab                    | ЧМВ 2003 (4 место) |
| 2003—04 | Чарли Капп  | Karl-Dieter Schäfer | Anton Grief | Руди Ибальд      | Klaus Unterstab тренер: Beat Grimm | ЧМВ 2004 (6 место) |

(скипы выделены полужирным шрифтом)